# ミレナ・パヴロヴィッチ＝バリリ

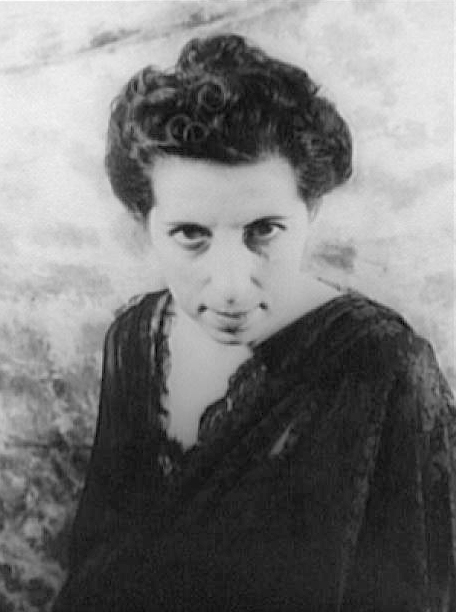
ミレナ・パヴロヴィッチ＝バリリ
(撮影)カール・ヴァン・ヴェクテン (1940)

ミレナ・パヴロヴィッチ＝バリリ（Milena Pavlović-Barili、セルビア語表記：Милена Павловић-Барили、1909年11月5日 - 1945年3月6日）はセルビアの女性画家である。

## 略歴
現在のセルビアのポジャレヴァツに生まれた。イタリア人の父親、ブルーノ・バリリは作曲家で、母親はセルビア王国の王家、カラジョルジェヴィチ家の係累で、ミュンヘンで声楽とピアノを学んだ女性であった。両親はミュンヘンで知り合った。父親の名声のために文学的なサロンに加わり、知識階級の人々と交流することができた。
12歳で絵の才能を賞賛され、1922年から1926年までベオグラードの美術学校で学んだ後、1926年にミュンヘン美術院に進み、フランツ・フォン・シュトゥックに学んだ。この時代のミレナは、かつてシュトゥックに学んだ、ジョルジョ・デ・キリコ(1888-1978)に共感を示した。
17歳の時にすでにセルビアの新聞「ポリティカ」に取り上げられ、東欧の画家たち、リチェノスキ(Lazar Ličenoski）やジョルジェ・アンドレイヴィッチ(Đorđe Andrejević Kun)と知り合いとなった。この時期は神話や幻想的な情景を描いた。
1928年にベオグラードで最初の展覧会を開いた。1830年から、現在のマケドニアのシュティプ、ヴェレス、テトヴォなどに住んだ。第二次世界大戦が近づくと、1930年代の終わりまでスペインに住んだ後、パリなどを経てロンドンに住んだ。ロンドンではジャン・コクトーと交流した。
1939年からニューヨークで暮らした。サルバドール・ダリの展覧会をニューヨークで始めて開いた画商のジュリアン・レヴィによって1940年春にニューヨークの画廊で展覧会が開かれた。アメリカ軍の士官でパイロットのゴスリン（Thomas Astor Goslen）と結婚した。
1945年に落馬の事故により死亡した。

## 作品
- Hot Pink with Cool Grey (1940)
- ユーゴスラビアの切手のデザインとなった作品
- ユーゴスラビアの切手のデザインとなった作品
- セルビアの切手のデザインとなった作品